# Hrvatska Dubica
Hrvatska Dubica  è un comune della Croazia di 2 341 abitanti della regione di Sisak e della Moslavina.  

Da non confondere con la opposta città di Bosanska Dubica, in Bosnia ed Erzegovina, dall'altra parte della Unna.